# ابثورپ
ابثورپ (به انگلیسی: Abthorpe) یک روستا و محله مدنی در بریتانیا است که در South Northamptonshire واقع شده‌است. ابثورپ ۲۸۵ نفر جمعیت دارد.